# Rutali
Rutali (korsisch Rùtali) ist eine französische Gemeinde mit 519 Einwohnern (Stand 1. Januar 2022) im Département Haute-Corse auf der Insel Korsika.

## Geografie
Rutali liegt im Nordosten der Insel Korsika in der Landschaft Nebbio auf einer mittleren Höhe von 593 Metern über dem Meeresspiegel auf einer Hochebene im Wald von Galghete etwa 8 Kilometer entfernt von der Küste des Ligurischen Meeres und 22 Kilometer südwestlich von Bastia, dem Sitz der Präfektur des Départements Haute-Corse. Die Ortschaft ist umgeben von den Nachbargemeinden Vallecalle, Murato und Vignale. Das Gemeindegebiet hat eine Fläche von 17,11 Quadratkilometern. Die örtliche Durchgangsstraße ist die Départementsstraße D305.

## Geschichte
Seit dem Ende des 11. Jahrhunderts war Korsika ein Lehen der Republik Pisa. Im 12. Jahrhundert kamen die ersten Seigneurs von Rutali im Auftrag von Pisa aus Volterra in der Toskana. Sie verwalteten das Land zwischen den Wasserläufen Bevinco und Figareto bis zum See von Biguglia. Der Name der adligen Familie lautete im 17. Jahrhundert Rutali di Rutali Nebio.
Die Ortschaft Rutali wurde trotzdem erst 1254 im Kopialbuch des Bistums Nebbio urkundlich erwähnt. Von 1447 bis 1769 war Korsika eine Kolonie der Republik Genua. Genua stützte sich dabei mehrfach auf die Hilfe Frankreichs. 1565 befanden sich korsische Freiheitskämpfer in Rutali, die unter dem Befehl von Sampiero Corso (1497–1567) standen. Der Kommandant der Genueser schickte zwei Kompanien aus Saint-Florent, um Rutali niederzubrennen. Die Soldaten misshandelten den Pfarrer der Ortschaft und machten Gefangene, die nach Genua verschifft wurden. Im 18. Jahrhundert wählte die korsische Widerstandsbewegung um Pascal Paoli 1736 ihren eigenen König. Von der Rebellion war auch wieder Rutali betroffen. 1743 wurde die Tür der Kapelle Santa-Chjara von französischen Soldaten aufgebrochen, die auf der Suche nach korsischen Rebellen waren.
Unweit der Kapelle Santa-Chjara befindet sich ein Denkmal für die Opfer des Absturzes eines Zivilschutz-Hubschraubers im Jahr 2009, bei dem fünf Menschen starben.

### Bevölkerungsentwicklung
| Jahr      | 1962 | 1968 | 1975 | 1982 | 1990 | 1999 | 2007 | 2014 |
| --------- | ---- | ---- | ---- | ---- | ---- | ---- | ---- | ---- |
| Einwohner | 178  | 198  | 194  | 181  | 222  | 247  | 316  | 382  |

## Kultur und Sehenswürdigkeiten

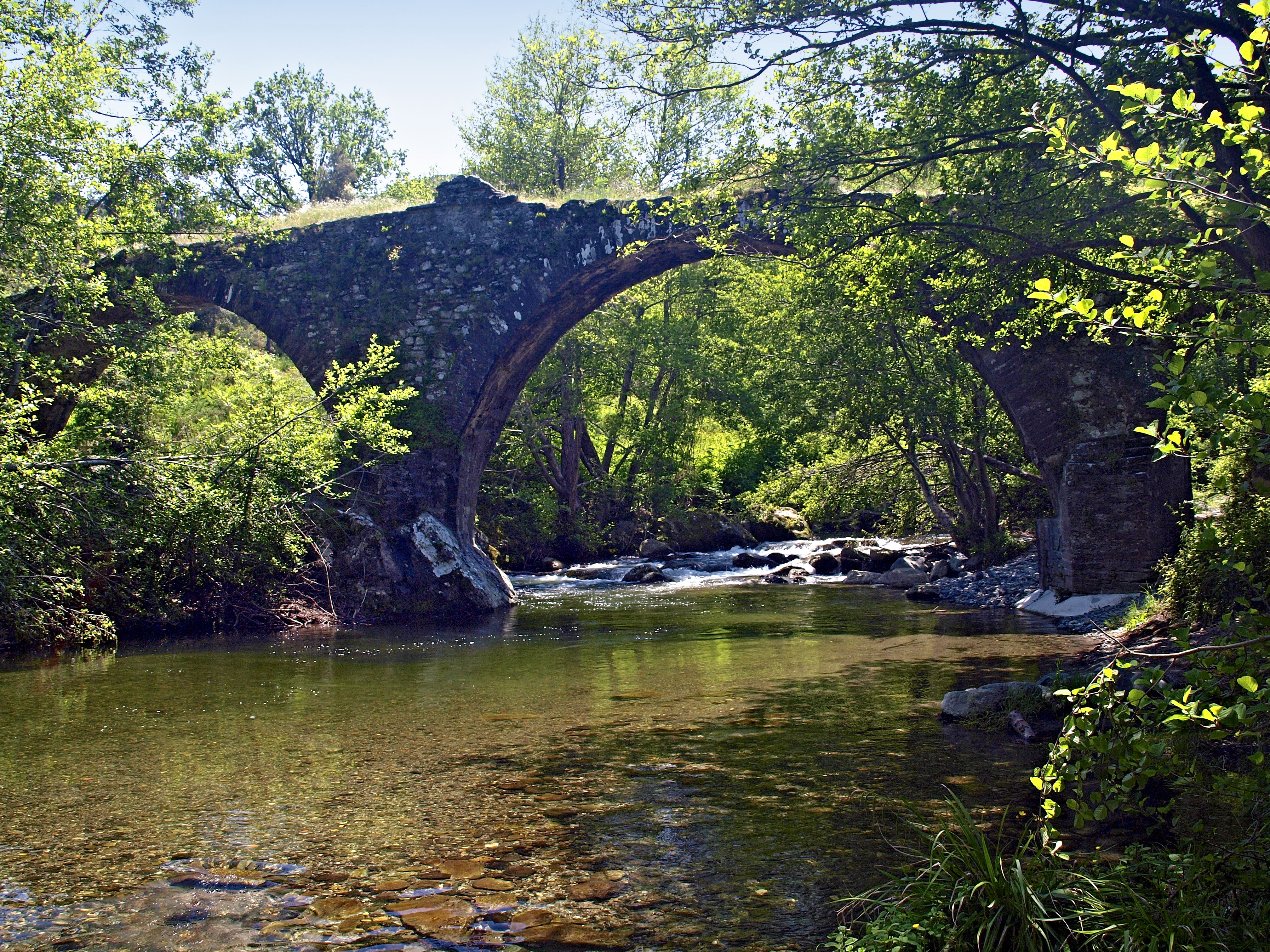
Brücke von Torreno

Die Kapelle Santa-Chjara wurde 1658 erstmals urkundlich erwähnt. Sie steht nordwestlich des Ortskerns im Wald von Galghete auf einer Höhe von 800 Metern über dem Meeresspiegel. Sie ist der Heiligen Klara von Assisi geweiht und wurde 1658 urkundlich erwähnt. Nach einer lokalen Legende soll die Kapelle Santa-Chjara nach einem Wunder erbaut worden sein. Hirten aus Rutali hatten sich in dichtem Nebel verirrt und beteten zu Klara von Assisi, die daraufhin den Nebel lichtete. Am Gedenktag der Heiligen, dem 12. August, wird jährlich eine Prozession veranstaltet.
Als Agostino Giustiniani (1470–1536) Bischof von Nebbio war, gab es die Brücke von Torreno schon. Diese Brücke führt über den Bevinco und steht mit jedem ihrer Pfeiler in einer anderen Gemeinde, in Rutali, Murato und Olmeta-di-Tuda.